# Kattvals
Kattvals är det första och enda studioalbumet av Kvartetten som sprängde, utgivet 1973 på skivbolaget Gump. Skivan har återutgivits på CD. Samtliga låtar är instrumentala.

## Låtlista

### A-sida
1. "Andesamba" (Sjöberg, Hellman)
2. "På en sten" (Sjöberg)
3. "Gånglåt från Valhallavägen" (Sjöberg)

### B-sida
1. "Kattvals" (Sjöberg)
2. "The Sudden Grace" (Sjöberg)
3. "Vågspel" (Hellman)
4. "Ölandsshuffle" (Sjöberg)

## Personal
- Anders Burman – producent
- Bengt Ericsson – fotografi
- Finn Sjöberg – gitarr, flöjt
- Fred Hellman – orgel, piano
- Johan Noccola – omslagsfotografi
- Michael B. Tretow – ljudtekniker
- Rune Carlsson – trummor, congas, slagverk
- Rune Persson – ljudtekniker
- Studio Sjuttio – design

### Fotnoter
1. ↑  ”Kattvals”. Discogs.com. http://www.discogs.com/Kvartetten-Som-Spr%C3%A4ngde-Kattvals/master/484489. Läst 5 november 2013.